# Dreisbach (Wiehl)
Dreisbach im Oberbergischen Kreis ist eine von 51 Ortschaften der Stadt Wiehl im Regierungsbezirk Köln in Nordrhein-Westfalen.

## Lage und Beschreibung
Der Ort liegt rund vier km östlich des Zentrums von Wiehl. Dreisbach liegt zwischen den Dörfern Drespe (Reichshof) im Norden und Büttinghausen im Süden, an der Landesstraße 133.

## Geschichte
1464 wurde der Ort das erste Mal urkundlich erwähnt und zwar "Homburger Grenzweistum". Die Schreibweise der Erstnennung war Nyeder Dreyßpe. In der A.-Mercator-Karte von 1575 wird der Ort als Nider Dreisbach bezeichnet. Im Futterhaferzettel der Herrschaft Homburg von 1580 werden in der Dreyspe ein Wittgensteinischer und sieben Bergische Untertanen als Abgabepflichtige gezählt.

## Freizeit

### Wander- und Radwege
- Der Ortsrundwanderweg Δ durchläuft den Ort.

### Vereinswesen
- Gemeinnütziger Verein Dreisbach e. V.
- Dorfgemeinschaftshaus